# Castello di Ravarano
Das Castello di Ravarano ist eine mittelalterliche Höhenburg in der kleinen Siedlung Ravarano, einem Ortsteil der Gemeinde Calestano in der italienischen Region Emilia-Romagna.

## Geschichte
Die ursprüngliche Festung wurde über dem Tal des Baganzabaches errichtet, vermutlich Anfang des 11. Jahrhunderts im Auftrag der Stadt Parma, die sich gegen Angriffe aus der Lunigiana verteidigen wollte.
1214 kaufte Pelavicino Pallavicino, der Sohn von Guglielmo Pallavicino di Oberto, die Burg vom Bürgermeister von Parma, Baroccio Dal Borgo und 1249 wurde sein Sohn, Uberto Pallavicino di Pelavicino, vom Kaiser des Heiligen Römischen Reiches, Friedrich II. darin investiert.
1267 griffen die Guelfen aus Parma die Burg an und eroberten sie. 1297 stellte die Stadt Parma fest, dass sie keine Festung in Ravarano mehr aufbauen wollten.
Manfredino Pallavicino, der einzige Erbe seines Vaters Oberto II. Pallavicino, der 1269 starb, gelangte in Besitz der Burg und setzte 1309 den Kastellan Bonaccorso Draghi ein. 1312 belagerte der Markgraf von Pellegrino, Pelavicino III. Pallavicino, der mit Giberto III. da Correggio und den Guelfen aus Parma verbündet war, die Festung und eroberte sie, während Draghi in Berceto in eine Schlacht verwickelt war. Drei Jahre später, als ein Frieden zwischen den Städten Parma und Borgo San Donnino erreicht war, gelangte Manfredino Pallavicino in Besitz der Festungen von Ravarano, Casola und Solignano.
1395 bestätigte der Kaiser des Heiligen Römischen Reiches, Wenzel, dem Markgrafen Niccolò Pallavicino seine Privilegien über die Lehen von Busseto, Borgo San Donnino, Solignano, Ravarano, Monte Palerio, Tabiano, Bargone, Serravalle, Pietramogolana, Parola, Castelvecchio di Soragna und Soragna.
1417 klagte der Markgraf Niccolò III. d’Este, seit 1409 Herr von Parma, Uberto Pallavicino des Verrates an und eroberte mit seinen Truppen das Castello di Ravarano. Die Lage änderte sich nach einigen Jahren mit der Rückkehr der Herrschaft der Viscontis. 1432 erklärte der Herzog Filippo Maria Visconti den Markgrafen Jacopo Pallavicino zum Rebellen und konfiszierte seine Güter, darunter auch die Hälfte des Lehens von Ravarano, das er als Zeichen der Anerkennung dem Miteigentümer Antonio Pallavicino, dem Sohn von Uberto Pallavicino, zueignete.
1444 verkündete Markgraf Federico Pallavicino in den Mauern der Burg die Statuti di Valle, die, vom Rechtsberater Giudenantonio Gaiafassi erstellt, Jahrhunderte lang den Vasallen des Lehens weitgehende Regierungsautonomie garantierten.
1455 investierte der Herzog von Mailand, Francesco I. Sforza, offiziell die Familie Pallavicini in das Lehen von Ravarano, was in den Jahren 1470 und 1476 bestätigt wurde.
1482 griff Guido de’ Rossi mithilfe der Familie Torelli die Burg an, wurde aber zurückgeschlagen. Deshalb plünderte er die umgebenden Talschaften.
1687, nach dem Tod des letzten Markgrafen aus dem Ravarano-Zweig, beanspruchte die herzogliche Liegenschaftsverwaltung von Parma alle Rechte über das Lehen für sich und vergab es an die Brüder Gian Simone und Lelio Boscoli. 1707 erzielt der Markgraf Andrea Boscoli einen Austausch mit Berceto.
1728 wurde die Burg dem Grafen Paolo Anguissola verlehnt, auf den 1752 der Graf Beltramo Cristiani, der Gouverneur von Mantua, folgte. Nach dessen Tod 1758 fiel Ravarano an seine Söhne Gianfrancesco und Luigi Cristiani. 1805 wurden mit den napoleonischen Dekreten die Feudalrechte im Herzogtum Parma und Piacenza abgeschafft. Die Burg, die damals bereits in ein elegantes Jagdschloss umgebaut worden war, erbten 1808 die Markgrafen Lalatta, die Söhne von Carlotta Cristiani, der Schwester von Gianfrancesco und Luigi Cristiani.
In den folgenden Jahren kaufte der Ingenieur Francesco Bertè die Burg und ließ sie 1832 umbauen, sodass sie die Annehmlichkeiten eines Herrensitzes zu bieten hatte. Später wurde die Burg etliche weitere Male verkauft, zuerst an die Pozzis, dann an die Prevedonis, auf die die Fornis und schließlich die Nanni Fainardis, die heutigen Besitzer, folgten.

## Beschreibung
Das ernste Gebäude, das Ergebnis von Umbauten in vielen Jahrhunderten, besteht hauptsächlich aus zwei Baukörpern mit rechteckigem Grundriss, die oben auf einem steilen Hügel aufgereiht sind, der sich über dem Baganzatal nach Norden erstreckt. An der Nordgrenze erhebt sich ein massiver Turm, der ursprünglich als Gefängnis diente.
Auf der Südseite tritt man durch ein Portal in den Zugangshof ein, der auf beiden Seiten von der Burg begrenzt wird. In einer Ecke liegt ein wertvoller Brunnen aus dem 17. Jahrhundert, der mit dem Wappen der Pallavicini dekoriert ist.
Die steinerne Burg ohne Zinnen und Verzierungen, um ihren entschiedenen Verteidigungscharakter zu zeigen, hat nur wenige Fenster an ihren Ost- und Nordfassaden, im Gegensatz zu den Seiten, die zum Hof hinaus zeigen, wo es sogar einige behauene Sandsteinportale ais dem 17. Jahrhundert gibt.
Die Innenräume bereichern zahlreiche Möbel und wertvolle Objekte, darunter verschiedene Porträts der Familie Fainardi und die Sammlungen von Waffen und Keramiken. Im Salon findet man darüber hinaus einen verzierten offenen Kamin.

## Der angebliche Geist
Wie in vielen anderen Burgen sollen auch im Castello di Ravarano einige Geister hausen. Der Sage nach soll ein erstes Geistwesen als Wächter einer Truhe voller Reichtümer zu identifizieren sein, die in ferner Zeit im Inneren des Gebäudes verborgen und nie gefunden wurde. Ein zweites soll vorwiegend auf den Straßen der kleinen Siedlung zu Füßen der Festung herumlaufen und hätte sich entschieden, ein paar klappernde Goldmünzen in einen Topf zu legen, der vom Teufel selbst an einem geheimnisvollen Ort versteckt worden sein soll.